# Jamnica (Basses-Carpates)
Pour l’article homonyme, voir Jamnica (Petite-Pologne).
Jamnica est une localité polonaise de la gmina de Grębów, située dans le powiat de Tarnobrzeg en voïvodie des Basses-Carpates.